# 霍羅希洛韋
48°33′55″N 39°43′55″E / 48.56528°N 39.73194°E
霍羅希洛韋（烏克蘭語：Хорошилове）是位於烏克蘭東部的村莊，由盧甘斯克州多夫然斯克區的索羅基內市鎮負責管轄。該村始建於1951年，面積0.5平方公里，海拔高度59米，2001年人口31，人口密度每平方公里61.9人。